# Dionea
La dionea (Dionaea muscipula) és una planta de la família de les droseràcies i de l'ordre de les cariofil·lals. També és coneguda com a venus atrapamosques, diana atrapamosques o simplement atrapamosques. Dionea és un gènere monotípic.

El parany de la dionea

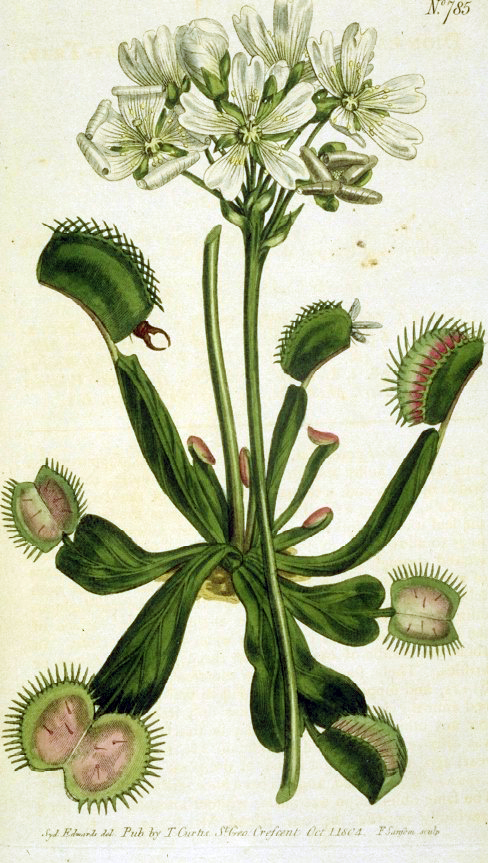
Planta de dionea amb flor

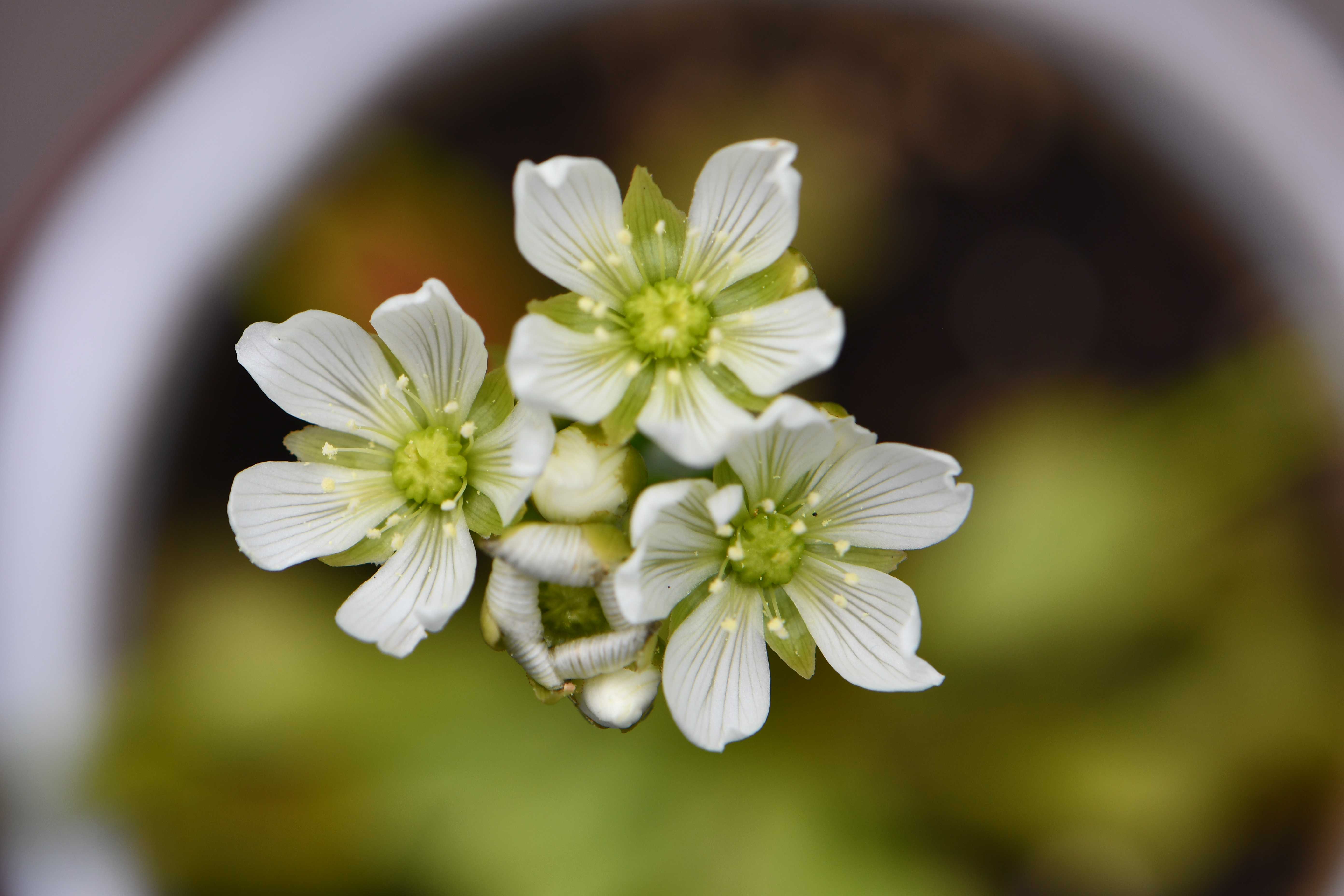
Flors de dionea

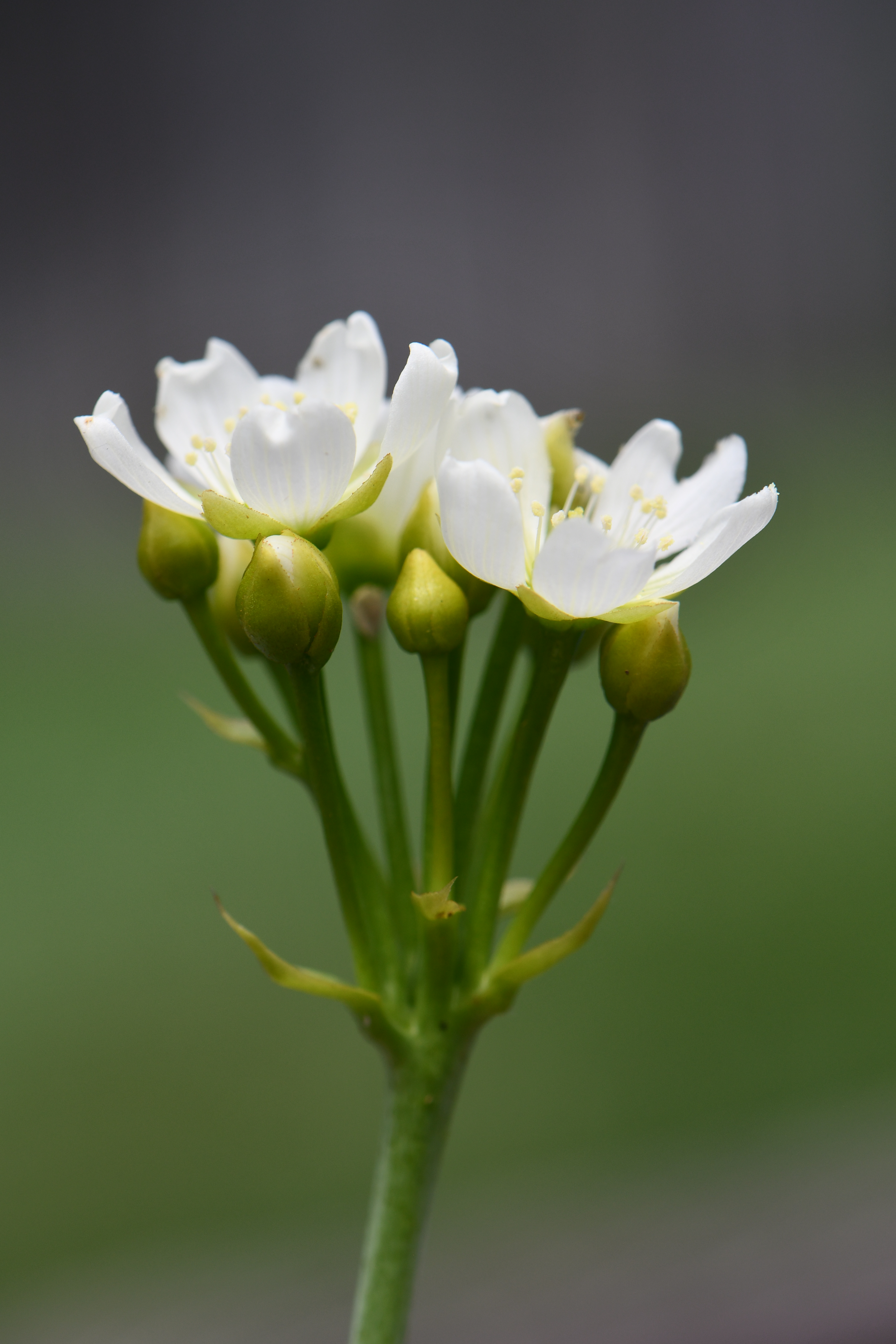
Vista de les flors de dionea

El nom és inspirat en la deessa Dione, mare d'Afrodita.

## Descripció
És una planta carnívora amb un sistema d'atrapar insectes molt característic: plega ràpidament les fulles quan un insecte s'hi posa. És l'única espècie del gènere Dionea. Les flors són generalment blanques i les fulles poden variar del verd al roig.
La planta té una roseta d'entre 4 i 7 fulles que surten d'una part bulbosa que és una tija subterrània. Aquestes fulles tenen forma de parany i es poden tancar mitjançant un mecanisme que entra en acció al tocar algun dels tres pèls sensitius de cada lòbul. L'interior d'aquestes fulles pot ser de colors vius. La digestió de l'insecte pot durar fins a deu dies.

## Varietats
En ser una planta comercialment exitosa, tot i ser monotípica, el cultiiu intensiu com a planta de jardineria, ha donat lloc a nombrosos cultivars. El 2022 se n'havien registrat 130.

## Distribució
La planta és originària exclusivament dels aigumolls de Pocosin dels estats americans de Carolina del Nord i del Sud, en un radi d'uns cent quilòmetres de la ciutat de Wilmington. Està naturalitzat al nord-oest de Florida.

## Estat de conservació
Durant molt de temps l'espècie va ser amenaçada per la destrucció de l'hàbitat per l'assecament dels aiguamolls i sobretot per la collita incontrolada per la venta com a planta d'interior. Aquesta amenaça va ser aturat quan l'estat de la Carolina del nord la va protegir i que alhora se'l va començar a conrear i multiplicar per al comerç. Tot i això, segons al Llibre Vermell de la UICN roman catalogat com a vulnerable.

## Ús com a planta de jardí
El seu caràcter carnívor en fa una planta d'interior o de jardí molt atractiu, a tal punt que va conduir gairebé a l'extinció en la natura. Fa menester un temps de latència a l'estació freda, doncs no li agrada hibernar a l'interior amb calefacció, tot i que no suporta pas el gel. S'ha de recrear un substrat que s'assembla al sól pantanós i humid del seu hàbitat natural. Fa menester aigua de reg amb poc o gaire calç o clor. Li agrada un substrat d'esfagnes, sorra i vermiculita. Millor no abonar-la. Es pot multiplicar amb esqueixos de les fulles. Si no en capta, se'l pot nodrir de tant en tant amb una mosca petita.